# Нікольське (селище, Костромський район)
Нікольське (рос. Никольское) — селище в Костромському районі Костромської області Російської Федерації.
Населення становить 3960 осіб. Входить до складу муніципального утворення Нікольське сільське поселення.

## Історія
У 1936-1944 року населений пункт перебував у складі Ярославської області. Від 1944 належить до Костромської області.
Від 2007 року входить до складу муніципального утворення Нікольське сільське поселення.

## Населення
| 2002 | 2008  | 2010  | 2014  |
| ---- | ----- | ----- | ----- |
| 5019 | ↗5245 | ↘3850 | ↗3960 |

## Відомі люди
- Ярцев Георгій Олександрович (11 квітня 1948 — 15 липня 2022) — радянський футболіст, що грав на позиції нападника.